# Alan North (motociclista)
Alan North (Durban, 15 de agosto de 1953) es un expiloto de motociclismo sudafricano, que compitió en Campeonato del Mundo de Motociclismo desde 1975 hasta 1983.

## Biografía
Su carrera comenzó en Sudáfrica en 1969. En 1975 se trasladó a Europa y desde ese momento su carrera fue paralela a la de su cuñado Jon Ekerold, también piloto profesional.
Hizo su debut en el campeonato mundial en la temporada 1975 en 500cc conduciendo un Yamaha y recogiendo sus primeros puntos del Campeonato Mundial en el Gran Premio de Bélgica de 1975.
En los años siguientes también compitió en 250cc y 350cc. En esta última, obtuvo la mayor satisfacción con su única victoria en un Gran Premio, obtenido durante el GP de las Naciones de 350cc de 1977, y con el mejor resultado final en el campeonato, obtenido con el 6.º lugar en 1982.

## Resultados

### Resultados en el Campeonato del Mundo de Motociclismo
Sistema de puntuación desde 1969 hasta 1987:
Sistema de puntuación desde 1969 hasta 1987:
| Posición | 1.º | 2.º | 3.º | 4.º | 5.º | 6.º | 7.º | 8.º | 9.º | 10.º |
| Puntos   | 15  | 12  | 10  | 8   | 6   | 5   | 4   | 3   | 2   | 1    |

(Carreras en Negrita indica pole position, Carreras en cursiva indica vuelta rápida)
| Año     | Cat.  | Equipo        | 1       | 2       | 3       | 4       | 5       | 6       | 7       | 8       | 9       | 10      | 11      | 12      | 13      | Pts. | Pos. |
| ------- | ----- | ------------- | ------- | ------- | ------- | ------- | ------- | ------- | ------- | ------- | ------- | ------- | ------- | ------- | ------- | ---- | ---- |
| 1975    | 250cc | Yamaha        | FRA DNQ | ESP -   |         | GER -   | NAT -   | IOM Ret | NED 11  | BEL -   | SWE -   | FIN -   | CZE -   | YUG -   |         | 0    | -    |
| 1975    | 500cc | Yamaha        | FRA -   |         | AUT -   | GER -   | NAT -   | IOM Ret | NED Ret | BEL 7   | SWE -   | FIN -   | CZE -   |         |         | 4    | 28.º |
| 1976    | 250cc | Yamaha        | FRA Ret |         | NAT -   | YUG -   | IOM -   | NED -   | BEL -   | SWE -   | FIN -   | CZE -   | GER -   | ESP 3   |         | 10   | 15.º |
| 1976    | 350cc | Yamaha        | FRA 18  | AUT -   | NAT 13  | YUG -   | IOM -   | NED -   |         |         | FIN Ret | CZE -   | GER 5   | ESP 7   |         | 10   | 20.º |
| 1976    | 500cc | Yamaha        | FRA -   | AUT -   | NAT -   |         | IOM -   | NED -   | BEL -   | SWE -   | FIN -   | CZE -   | GER 7   |         |         | 4    | 31.º |
| 1977    | 250cc | Yamaha        | VEN -   |         | GER 9   | NAT 9   | ESP 2   | FRA 2   | YUG -   | NED Ret | BEL Ret | SWE 5   | FIN Ret | CZE 6   | GBR Ret | 43   | 7.º  |
| 1977    | 350cc | Yamaha        | VEN 6   |         | GER 4   | NAT 1   | ESP Ret | FRA Ret | YUG -   | NED 9   |         | SWE Ret | FIN Ret | CZE Ret | GBR Ret | 30   | 10.º |
| 1977    | 500cc | Yamaha        | VEN 10  | AUT -   | GER -   | NAT -   |         | FRA -   |         | NED -   | BEL 25  | SWE -   | FIN -   | CZE -   | GBR -   | 1    | 30.º |
| 1979    | 250cc | Yamaha        | VEN -   |         | GER 10  | NAT DNQ | ESP 12  | YUG -   | NED Ret | BEL -   | SWE 16  | FIN Ret | GBR 16  | CZE Ret | FRA 15  | 1    | 34.º |
| 1979    | 350cc | Yamaha        | VEN -   | AUT -   | GER Ret | NAT Ret | ESP 15  | YUG -   | NED Ret |         |         | FIN Ret | GBR 9   | CZE 14  | FRA 10  | 3    | 32.º |
| 1979    | 500cc | Yamaha        | VEN -   | AUT 16  | GER -   | NAT -   | ESP -   | YUG -   | NED -   | BEL 25  | SWE -   | FIN -   | GBR -   | CZE -   | FRA -   | 0    | -    |
| 1980    | 350cc | Yamaha        | NAT 9   | FRA Ret | NED 15  | GBR -   | CZE -   | GER 13  |         |         |         |         |         |         |         | 2    | 23.º |
| 1981    | 350cc | Yamaha        | ARG -   | AUT Ret | GER 13  | NAT 6   | YUG -   | NED Ret | GBR Ret | CZE -   |         |         |         |         |         | 5    | 22.º |
| 1982    | 350cc | Bimota-Yamaha | ARG -   | AUT 6   | FRA 4   |         | NAT Ret | NED 3   |         |         | GBR Ret |         | FIN 9   | CZE 11  | GER 5   | 31   | 6.º  |
| 1983    | 500cc | Cagiva        | RSA Ret | FRA -   | NAT -   | GER -   | ESP 23  | AUT -   | YUG -   | NED 11  | BEL 20  | GBR 15  | SWE -   |         |         | 0    | -    |
| Fuente: |       |               |         |         |         |         |         |         |         |         |         |         |         |         |         |      |      |